# Ян Махульський
Ян Ге́нрик Маху́льський (пол. Jan Henryk Machulski; 3 липня 1928, Лодзь — 20 листопада 2008) — польський актор, кінорежисер.

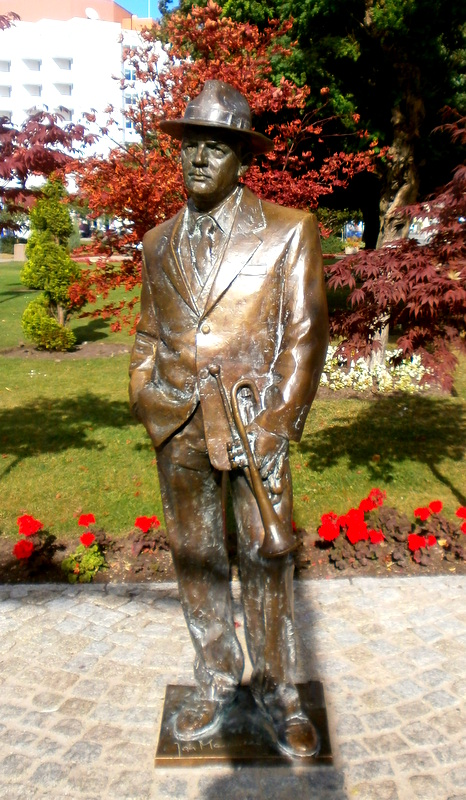
Пам'ятник Махульському (Мендзиздроє)

У 1954 році закінчив Державну вищу акторську школу в Лодзі, а в 1971 році — Державну вищу театральну школу у Варшаві. Виконував ролі в театрах Ополя, Любліна, Лодзі і Варшави. Декан відділення акторської майстерності в лодзській кіношколі.
Світову славу Яну Махульському принесли ролі, зіграні у фільмах «Рукопис, знайдений у Сарагосі» за однойменним романом Яна Потоцького, «Ва-банк», «Ва-банк-2», «Кінгсайз», «Вінчі» та багатьох інших.
Ян Махульський — батько польського кінорежисера Юліуша Махульського.

## Фільмографія
| Рік   | Назва                               | Дані                        |
| ----- | ----------------------------------- | --------------------------- |
| 1958  | Ostatni dzień lata                  | реж. Тадеуш Конвіцький      |
| 1964  | Рукопис, знайдений у Сарагосі       | реж. Войцех Єжи Гас         |
| 1965  | Wyspa Złoczyńców                    | реж. Stanisław Jędryka      |
| 1966  | Sublokator                          | реж. J. Majewski            |
| 1969  | Rzeczpospolita babska               | реж. Hieronim Przybył       |
| 1970  | Польський альбом                    | реж. Jan Rybkowski          |
| 1970  | Pogoń za Adamem                     | реж. J. Zarzycki            |
| 1976  | Polskie drogi — телесеріал          | реж. Януш Моргенштерн       |
| 1976  | Daleko od szosy — телесеріал        | реж. Zbigniew Chmielewski   |
| 1981  | Vabank (Ва-банк)                    | реж. Юліуш Махульський      |
| 1984  | Vabank II czyli riposta (Ва-банк 2) | реж. Юліуш Махульський      |
| 1987  | Kingsajz                            | реж.Юліуш Махульський       |
| 1987  | Zabij mnie glino                    | реж. Jacek Bromski          |
| 1992  | Szwadron                            | реж. Юліуш Махульський      |
| 1992  | Psy                                 | реж. Владислав Пасіковський |
| 1994  | Psy II: Ostatnia krew               | реж. Владислав Пасіковський |
| 1997  | Кілер                               | реж. Юліуш Махульський      |
| 1999  | Kiler-ów 2-óch                      | реж. Юліуш Махульський      |
| 2001  | 1409 - Afera na zamku Bartenstein   | реж. Rafał Buks             |
| 2002  | D.I.L.                              | реж. K. Niewolski           |
| 2003  | Superprodukcja                      | реж. Юліуш Махульський      |
| 2004  | Vinci                               | реж. Юліуш Махульський      |
| 2005  | Emila                               | реж. Piotr Matwiejczyk      |
| 2005  | Nie ma takiego numeru               | реж. Bartosz Brzeskot       |
| 2006  | Co słonko widziało                  | реж. Michał Rosa            |
| (2009 | Ostatnia akcja                      | реж. Michał Rogalski        |